# La Peirosa
Lapeyrouse és un municipi francès situat al departament del Puèi Domat i a la regió d'Alvèrnia-Roine-Alps. L'any 2007 tenia 575 habitants.

## Demografia

### Població
El 2007 la població de fet de Lapeyrouse era de 575 persones. Hi havia 258 famílies de les quals 82 eren unipersonals (45 homes vivint sols i 37 dones vivint soles), 94 parelles sense fills, 70 parelles amb fills i 12 famílies monoparentals amb fills.
La població ha evolucionat segons el següent gràfic:
Habitants censats

### Habitatges
El 2007 hi havia 402 habitatges, 260 eren l'habitatge principal de la família, 93 eren segones residències i 48 estaven desocupats. 388 eren cases i 13 eren apartaments. Dels 260 habitatges principals, 207 estaven ocupats pels seus propietaris, 42 estaven llogats i ocupats pels llogaters i 11 estaven cedits a títol gratuït; 3 tenien una cambra, 8 en tenien dues, 47 en tenien tres, 78 en tenien quatre i 124 en tenien cinc o més. 196 habitatges disposaven pel capbaix d'una plaça de pàrquing. A 117 habitatges hi havia un automòbil i a 117 n'hi havia dos o més.

### Piràmide de població
La piràmide de població per edats i sexe el 2009 era:
| Homes | Edats   | Dones |
| ----- | ------- | ----- |
| 0     | 95 o +  | 4     |
| 0     | 90 a 94 | 0     |
| 4     | 85 a 89 | 16    |
| 8     | 80 a 84 | 4     |
| 12    | 75 a 79 | 24    |
| 40    | 70 a 74 | 16    |
| 8     | 65 a 69 | 8     |
| 36    | 60 a 64 | 24    |
| 16    | 55 a 59 | 12    |
| 20    | 50 a 54 | 12    |
| 36    | 45 a 49 | 16    |
| 12    | 40 a 44 | 16    |
| 28    | 35 a 39 | 16    |
| 8     | 30 a 34 | 24    |
| 20    | 25 a 29 | 12    |
| 4     | 20 a 24 | 4     |
| 32    | 15 a 19 | 12    |
| 12    | 10 a 14 | 20    |
| 4     | 5 a 9   | 8     |
| 16    | 0 a 4   | 20    |

## Economia
El 2007 la població en edat de treballar era de 344 persones, 245 eren actives i 99 eren inactives. De les 245 persones actives 215 estaven ocupades (121 homes i 94 dones) i 29 estaven aturades (13 homes i 16 dones). De les 99 persones inactives 58 estaven jubilades, 17 estaven estudiant i 24 estaven classificades com a «altres inactius».

### Ingressos
El 2009 a Lapeyrouse hi havia 242 unitats fiscals que integraven 526 persones, la mediana anual d'ingressos fiscals per persona era de 14.605 €.

### Activitats econòmiques
Dels 17 establiments que hi havia el 2007, 1 era d'una empresa extractiva, 1 d'una empresa alimentària, 1 d'una empresa de fabricació d'altres productes industrials, 3 d'empreses de construcció, 5 d'empreses de comerç i reparació d'automòbils, 2 d'empreses de transport, 2 d'empreses d'hostatgeria i restauració, 1 d'una empresa financera i 1 d'una empresa de serveis.
Dels 7 establiments de servei als particulars que hi havia el 2009, 1 era una oficina de correu, 1 taller de reparació d'automòbils i de material agrícola, 2 lampisteries, 1 electricista i 2 restaurants.
L'únic establiment comercial que hi havia el 2009 era una fleca.
L'any 2000 a Lapeyrouse hi havia 62 explotacions agrícoles que ocupaven un total de 2.520 hectàrees.

## Equipaments sanitaris i escolars
El 2009 hi havia una escola elemental integrada dins d'un grup escolar amb les comunes properes formant una escola dispersa.

## Poblacions més properes
El següent diagrama mostra les poblacions més properes.